# Licor Beirão
El Licor Beirão, conegut simplement com Beirão, és un licor portuguès de la regió de Beira. Remonta els seus orígens al segle XIX i és la beguda espirituosa més consumida a Portugal.

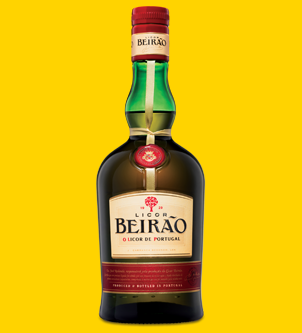
Ampolla de licor Beirão

La producció va començar al segle XIX a Lousã, a la regió de Beira, regió de la qual va rebre el nom. Està fet a partir d'una doble destil·lació de llavors i herbes, entre les quals menta, canyella, cardamom i lavandula, ingredients d'herència colonial provinents del Brasil, Sri Lanka i l'Índia.

## Nom
Beirão és un adjectiu que significa "de Beira". El licor va rebre aquest nom el 1929 a Castelo Branco, durant el segon Congresso Beirão, com a homenatge a l'esdeveniment, en el qual el licor va guanyar una medalla d'or.

## Història
El licor va ser elaborat per primer cop el segle XIX com a remei contra el mal d'estómac a una farmàcia de Lousã. A finals del segle XIX les begudes alcohòliques van deixar de ser classificades com a medicinals, però el licor es mantenia en producció en una petita fàbrica propietat del gendre del productor original. L'any 1940 la fàbrica i la recepta van ser comprades per José Carranca Redondo (1921-2005), qui la dècada del 1960 va convertir el licor en una beguda de renom nacional.

### Publicitat

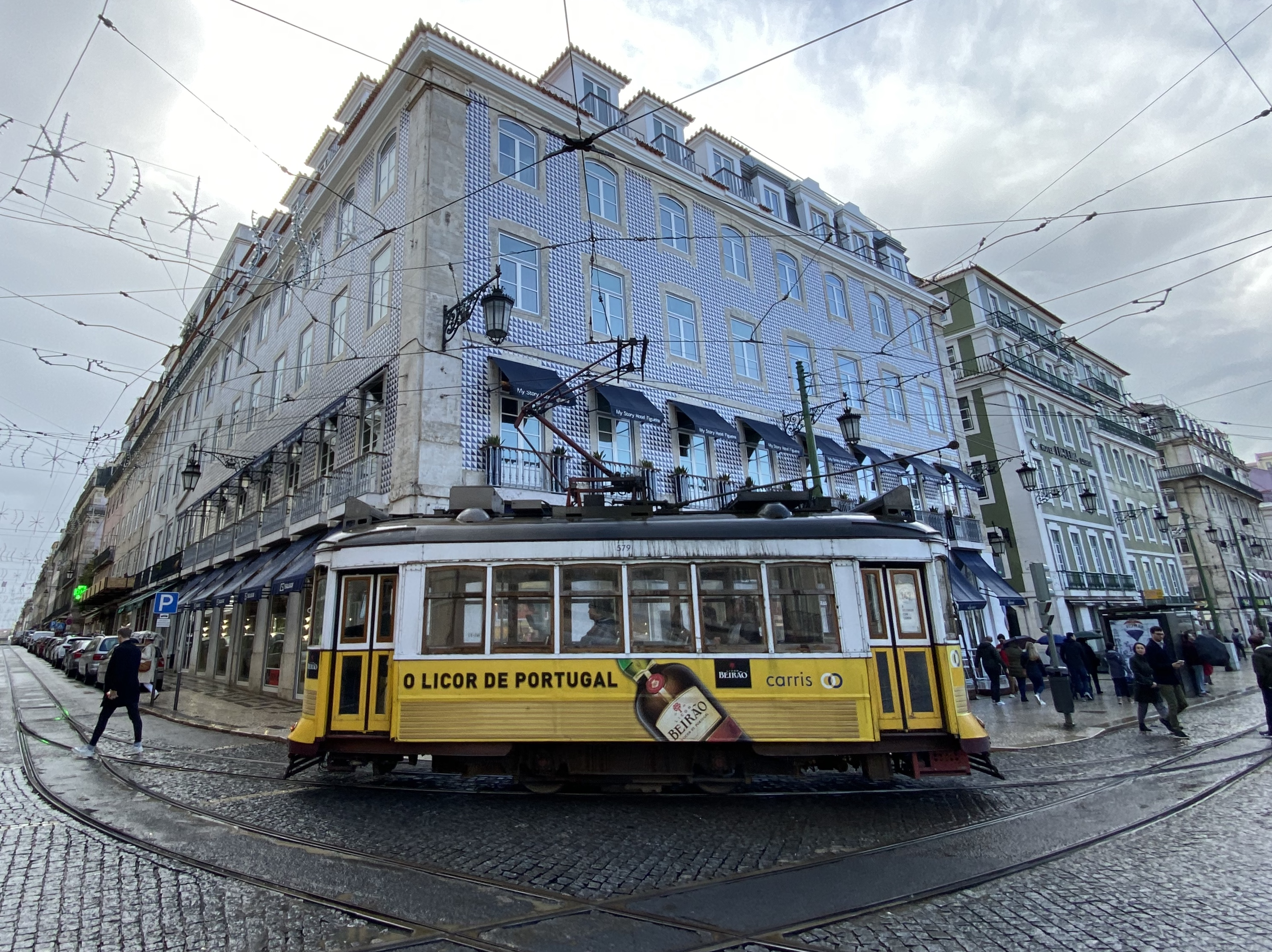
Anunci en un tramvia de Lisboa.

Redondo va començar la primera campanya publicitària amb cartells que mostraven un rètol amb l'eslògan "Licor Beirão, el licor de Portugal" sobre un paisatge rural, i que aviat es van convertir en una icona de la publicitat portuguesa.

Una cartellera posterior representava una majorette americana, amb samarreta i pantalons vermells curts i ajustats, que va haver de ser retirada, ja que mostrava lleugerament el ventre i no s'addeia a les morals conservadores de l'època.
Un eslògan utilitzat aleshores, O Beirão que todos gostam (port. El de Beira que agrada a tothom), tenia una subtil referència a António de Oliveira Salazar, "el de Beira que no agrada a tothom", el líder l'Estat Nou.

## Quinta do Meiral
La finca familiar, anomenada Quinta do Meiral, va ser comprada per Carranca Redondo l'any 1970 i és on es troba la fàbrica. El terreny, de més de 12 hectàrees, produeix alguns dels ingredients utilitzats en la recepta secreta del licor, com ara lavanda i menta.
Després de ser embotellat, el licor s'envia i es distribueix a Portugal i als mercats estrangers, els quals representen el 25% de les vendes.

## Producció

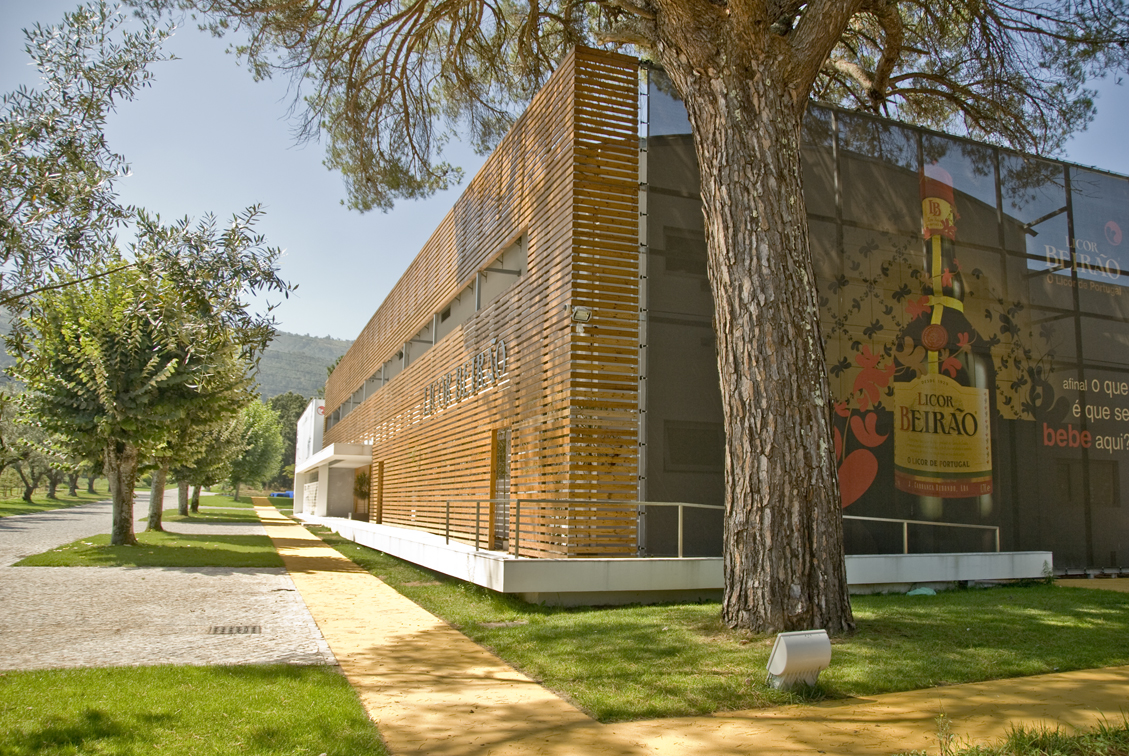
Fàbrica de Licor Beirão a Lousã.

El licor encara es produeix i s'embotella a Quinta do Meiral, tot seguint la recepta original, que consisteix en la doble destil·lació de tretze llavors aromàtiques diferents, herbes i espècies.
Les herbes es maceren en alcohol durant un mínim de vint-i-cinc dies. El reultat es destil·la dos cops en alambins de coure. Aquesta barreja anomenada alcoholat, s'afegeix a una mescla d'alcohol, sucre i aigua.